# 後藤正
後藤 正（ごとう ただし、1966年5月15日 - ）は、日本の元タレント、歌手。血液型はO型。東京都北区出身。

## 概略
- 「フジテレビに行けばスターに会える」と思って受けた欽ドンのオーディションで、約3000名の中から選出され[3]、1982年、『欽ドン!良い子悪い子普通の子』（フジテレビ系）でフツオ役を演じていた長江健次に代わり、二代目フツオとしてデビュー。同時にイモ欽トリオのメンバーとなる。『欽ドン!』初出演当時は高校1年生。番組に後藤とそっくりの弟が登場する一幕もあった。
- 一卵性双生児で、弟がいる[3][2]。父親は明治大学硬式野球部でレギュラー選手で[2]、その影響もあって自身も小学生時代は少年野球をしており、小学5・6年生当時は少年野球チーム「神谷ライオンズ」に在籍、主に2番打者で二塁手を務めて、この頃は本気でプロ野球選手を夢見ていたという[2]。しかし父は後藤が小学6年生の時に事故で他界[2]。北区立神谷中学校に進学したが、そこには野球部が無かったため野球は断念し[2]、中学生時代の部活はバスケットボール部で活動[1]。高校生時代の部活はサッカー部でゴールキーパーだった[3]。
- 高校入学後に役者になりたいと思うようになり、劇団いろはに応募するも落選となったことがあった[2]。
- 1983年1月1日、イモ欽トリオの3rdシングル『ティーンエイジ・イーグルス』でリードボーカルを担い、歌手デビューを果たす。
- 同年5月2日放送を最後に番組を降板、同時に芸能界引退。番組内で「フツオから普男（= 普通の男の子）に戻ります」と宣言した。
- デビューした1982年10月時点のプロフィールでは、英語が得意、フォークソングを聴くことが趣味で南こうせつファン、と紹介されている[1]。
- 芸能活動していた当時の窓口や手紙などの受付先は、萩本欽一が所属する浅井企画が引き受けていた[2]。

## ディスコグラフィー

### シングル
- ティーンエイジ・イーグルス（作詞：松本隆、作曲：細野晴臣、編曲：白井良明） - 1983年1月1日発売

「イモ欽トリオ」名義の3rdシングル。後藤は本作で歌手デビュー。
- エレクトリック・スーパーマン（作詞：松本隆、作曲：細野晴臣、編曲：白井良明）※上記シングルのB面曲。

備考
2005年2月3日に、オムニバスCDアルバム『イエローマジック歌謡曲』が発売され、『ティーンエイジ・イーグルス』を含むイモ欽トリオのシングルA面3曲も収録されている。